# Schuiferskapelle
Schuiferskapelle (vls. Schuferskapelle) – dzielnica (deelgemeente) miasta Tielt w Belgii, w Regionie Flamandzkim, w prowincji Flandria Zachodnia, w okręgu Tielt. 1 stycznia 2020 roku liczyła 1148 mieszkańców. Do 31 grudnia 1976 samodzielna gmina.

## Demografia
Liczba mieszkańców, stan na 1 stycznia:
| Rok                | 1930 | 1961 | 2020 |
| ------------------ | ---- | ---- | ---- |
| Liczba mieszkańców | 1118 | 1059 | 1148 |